# That's Life! (film)
Pour les articles homonymes, voir That's Life! et Así es la vida.
Pour plus de détails, voir Fiche technique et Distribution.
That's Life! ou C'est la vie au Québec est une comédie dramatique sortie en 1986 et réalisée par Blake Edwards. C'est sa femme, Julie Andrews, qui y tient le premier rôle avec Jack Lemmon. Cette comédie est la plus sombre du singulier réalisateur[réf. nécessaire].

## Synopsis
Un couple de riches et célèbres Malibuans, Harvey Fairchild (Jack Lemmon) et Gillian Fairchild (Julie Andrews), sont contraints de réexaminer leur vie et leurs valeurs lors du 60e anniversaire de Harvey. 
Harvey est un architecte qui a réussi à faire fortune en flattant ses riches clients et sans compromettre ses idéaux. Il a tout ce qu'il pouvait attendre de la vie mais il est toujours malheureux. En se regardant dans un miroir, il voit un homme d'âge moyen, qui se hait et estime que ses enfants ne l'aiment pas. Il croit qu'il va mourir.

## Fiche technique
- Titre original : That's Life!
- Réalisation : Blake Edwards
- Scénario : Milton Wexter, Blake Edwards
- Musique : Henry Mancini
- Production : Tony Adams, Jonathan D. Krane, Trish Caroselli
- Directeur de la photographie : Anthony B. Richmond
- Sortie : 10 octobre 1986 aux États-Unis, 10 octobre 1986 au Canada, 13 novembre 1987 en Espagne
- Montage : Lee Rhoads
- Costumes : Tracy Tynan
- Décors : Tony Marando
- Maquillage/coiffures : Deborah Figuly, Julian Heap, Maryane Puetz, Sachi Worrall
- Son : David J. Hudson, Michael Linn, Mel Metcalf, Terry Porter, Steve Sollars, Bruce Stubblefield, Don Summer
- Directeur artistique : Tony Marando
- Durée : 102 minutes

## Distribution
- Jack Lemmon (VF : Serge Lhorca) : Harvey Fairchild
- Julie Andrews (VF : Martine Sarcey) : Gillian Fairchild
- Sally Kellerman (VF : Perette Pradier) : Holly Parrish
- Robert Loggia (VF : Jean-Claude Michel) : Le père Baragone
- Emma Walton : Kate Fairchild
- Jordan Christopher : Dr Keith Romanis
- Jennifer Edwards : Megan Fairchild Bartlet
- Chris Lemmon (en) (VF : Patrick Poivey) : Josh Fairchild
- Teddy Wilson : Corey
- Matt Lattari : Larry Bartlet
- Dana Sparks : Fanny Wards
- Cynthia Sikes : Janice Kern
- Robert Knepper : Steve Larwin
- Felicia Farr : Mme Carrie

## Distinctions
That's Life ! n'a reçu qu'une nomination : celle de la meilleure chanson originale pour Life in a looking glass. Henry Mancini avait composé la musique et Leslie Bricusse avait écrit les paroles.